# Ходжаш, Самуил Исаакович
Самуил Исаакович Ходжа́ш (16 [28] июля 1850, Евпатория, Таврическая губерния — 13 [26] декабря 1910, Евпатория, Таврическая губерния) — земский врач, участник русско-турецкой войны 1877—1878 годов, сооснователь Мойнакской грязелечебницы.

## Биография
Родился 16 (28) июля 1850 года в Евпатории в караимской семье мелитопольского 1-й гильдии купца Исаака Симовича Ходжаша. С 1858 года отец состоял евпаторийским купцом 2-й гильдии, а в 1860 году причислен к потомственному почётному гражданству.
Окончил Евпаторийское городское училище и Одесскую 2-ю гимназию. В 1876 году получил диплом лекаря, став выпускником медицинского факультета Киевского университета Св. Владимира. Специализировался на внутренних болезнях. Поступил младшим ординатором во временный военный госпиталь и принял участие в начавшейся Русско-турецкой войне 1877-1878 годов. Работал в госпиталях Галаца и Систова. Вёл борьбу с эпидемией сыпного тифа, заболел сам, из-за чего лишился левой ноги. Был награждён орденом Св. Владимира IV степени (1879), бронзовой медалью за поход. После выхода в отставку поселился в Евпатории, работал в земстве, вёл частную врачебную практику. Состоял врачом женской гимназии, караимского училища и врачом для бедных караимов.
Совместно с доктором С. П. Цеценевским основал Мойнакское грязелечебное заведение, в 1884 году взяв у города в аренду на 40 лет Мойнакское озеро. Первое каменное здание лечебницы было построено в 1886 году по проекту одесского архитектора А. О. Бернардацци, а официальное открытие состоялось 2 мая 1887 года. По инициативе Ходжаша и Цеценевского рядом с лечебницей был разбит парк и в 1895—1897 годах построена гостиница с рестораном. После смерти в 1896 году С. П. Цеценевского совладельцами грязелечебницы вместе с Ходжашем стали врачи Б. И. Казас и М. М. Ефет.
В 1894 году был избран членом попечительского совета Александровского караимского духовного училища. В январе 1910 года награждён орденом Св. Станислава 2-й степени.
Умер 13 (26) декабря 1910 года в Евпатории.

## Память
- Мемориальная доска и барельеф в Мойнакской грязелечебнице в память о её основателях[10].